# Gijs Broeksma
Gijs Broeksma (Amsterdam, 10 december 1999) is een Nederlands handboogschutter. Broeksma schiet in de discipline recurve en is rechtshandig. 
Op de Olympische Spelen in Tokio 2020 behaalde Broeksma met het Nederlandse team de vierde plaats bij de landenwedstrijd, samen met zijn ploeggenoten Sjef van den Berg en Steve Wijler. In het individuele toernooi plaatste hij zich in de kwalificatie als veertiende. Broeksma won in de knock-out fase de 32e finale maar verloor vervolgens de 16e finale na een shoot-off met 6-5 van de Japanner Takaharu Furukawa.
Broeksma is opgegroeid in Ruinen en woont momenteel in Arnhem waar hij op Sportcentrum Papendal traint.